# Michio Morishima

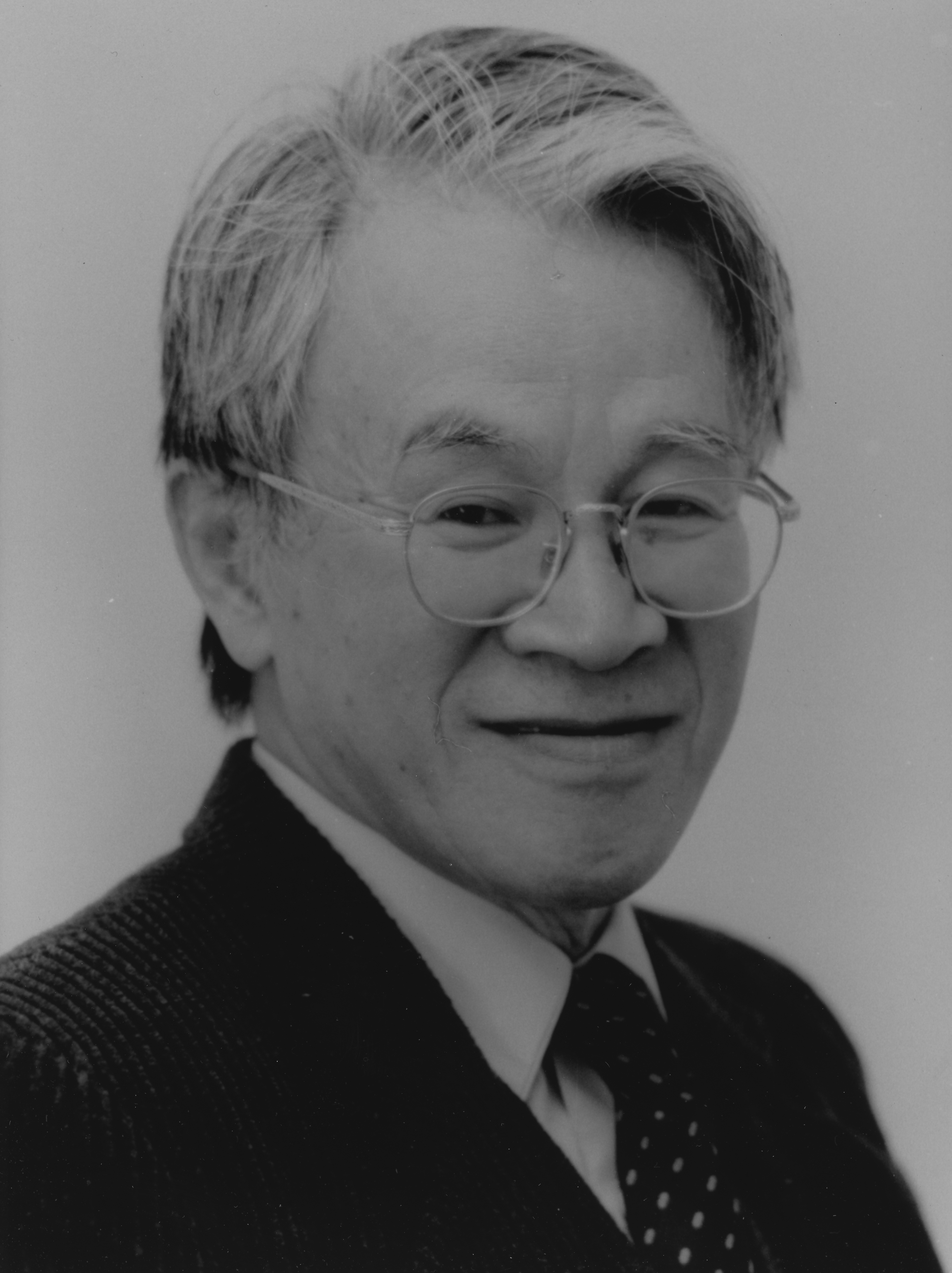
Michio Morishima

Michio Morishima (japanisch 森嶋 通夫, Morishima Michio; * 18. Juli 1923 in der Präfektur Osaka; † 13. Juli 2004) war ein japanischer Ökonom und emeritierter Professor der London School of Economics (1970–1988 Sir John Hicks Professur) und der Universität Osaka, Mitglied der British Academy.

## Leben und Wirken
Morishima begann mit dem Studium von Volkswirtschaftslehre und Soziologie unter Yasuma Takada. Nach Graduierung an der Universität Kyōto lehrte er sowohl dort sowie an der Universität Osaka. Ab 1946 in Großbritannien an der Universität Essex sowie an der LSE. 1965 wurde er als der erste Japaner zum Präsidenten der Ökonometrischen Gesellschaft. 1975 wurde er in die American Academy of Arts and Sciences gewählt.
Sein Hauptinteresse galt der Gleichgewichtstheorie, der Geschichte ökonomischen Denkens sowie der Gesellschaftsformation des Kapitalismus. Sein Ziel war, das von John von Neumann 1937 entwickelte multisektorielle Wachstumsmodell zu einem allgemeinen Gleichgewichtsmodell auszubauen. Daneben unterzog er die Theorien von Karl Marx und von Léon Walras einer Überprüfung auf den Grundlagen des Werkes von David Ricardo. Sein späteres Schaffen war zunehmend kritisch gegenüber der ökonomischen Theorie und ihrer vermeintlichen Realitätsferne.
1976 wurde Morishima mit dem Kulturorden ausgezeichnet.

## Über Ricardo, Marx und Walras
Fast zehn Jahre lange hielt Morishima an der LSE Vorlesungen über Marx, Walras und Keynes im Lichte der zeitgenössischen ökonomischen Analyse. Daraus entstanden Bücher über jeweils Marx und Walras. Noch vor Abschluss des geplanten dritten Buches kam Morishima zu der Entdeckung, dass Marx und Walras keineswegs so diametral entgegengesetzte Ansätze vertraten, wie die landläufige Ansicht ist. Das Transformationsproblem und die Reproduktionsschemata bei Marx (Das Kapital, Bd. II) sind äquivalent oder entsprechen der walrasschen Gleichgewichtsanalyse. Zumindest verwendeten beide Ökonomen eine Reihe gleicher Werkzeuge bei ihrer Systemanalyse. Diese Entdeckung führte Morishima zurück auf beider Ökonomen gemeinsamen „Guru“, nämlich David Ricardo. In Ricardo's Economics arbeitet Morishima heraus, dass zu Zeiten von Ricardo, Marx und Walras der theoretische Kern der Wirtschaftswissenschaften aus einer alten Form von Gleichgewichtstheorie bestand, welche völlig verschieden ist von der neueren, welche durch Namen wie Hicks, Arrow, Debreu, F. H. Hahn, Malinvaud und anderen gekennzeichnet wird. Morishimas Hauptinteresse gilt jedoch nicht, die Theoriegeschichte neu zu schreiben, sondern die Analysen der klassischen Ökonomen auf Problemstellungen der moderneren zu beziehen.

## Werke
- Equilibrium, Stability and Growth (1964)
- Theory of Economic Growth (1969)
- Marx’s Economics (1973)
- The Economic Theory of Modern Society (1976)
- Why has Japan ‚succeeded‘? (1982)
- The Economics of Industrial Society (1984)
- Ricardo's Economics. A general equilibrium theory of distribution and growth. Cambridge University Press 1989. ISBN 0-521-36630-5
- Was kann Japan tun? Vorschläge für eine Ostasiatische Gemeinschaft. 2005. ISBN 978-3-89129-890-9